# Пирогово (Сернурський район)
Пирого́во (рос. Пирогово, марій. Пирогоп) — присілок у складі Сернурського району Марій Ел, Росія. Входить до складу Сердезького сільського поселення.

## Населення
Населення — 97 осіб (2010; 109 у 2002).
Національний склад (станом на 2002 рік):
- марі — 69 %
- росіяни — 27 %